# IAI Heron
Il IAI Heron (Machatz-1) è un UAV monomotore, sviluppato dalla divisione Malat UAV della IAI.

## Utilizzatori

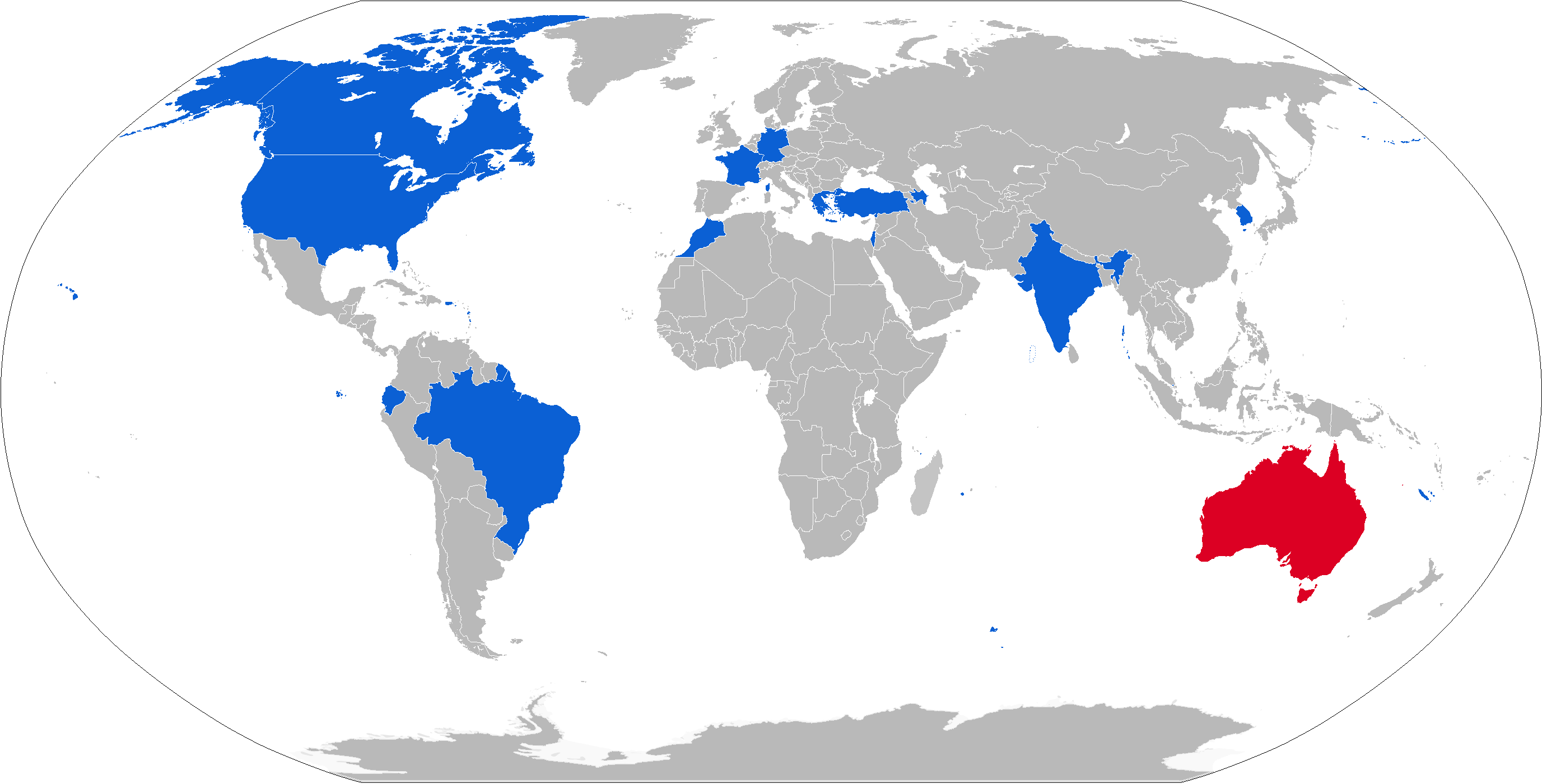
Utilizzatori di Heron e delle sue varianti

### Governativi
Brasile
- Polícia Federal do Brasil

2 Heron I ordinati a novembre 2007, ma mai completamente integrati, ceduti successivamente, nell'agosto 2020, alla Força Aérea Brasileira.
 Unione europea
- Frontex

1 Heron I ordinato in leasing il 21 ottobre 2020.

### Militari

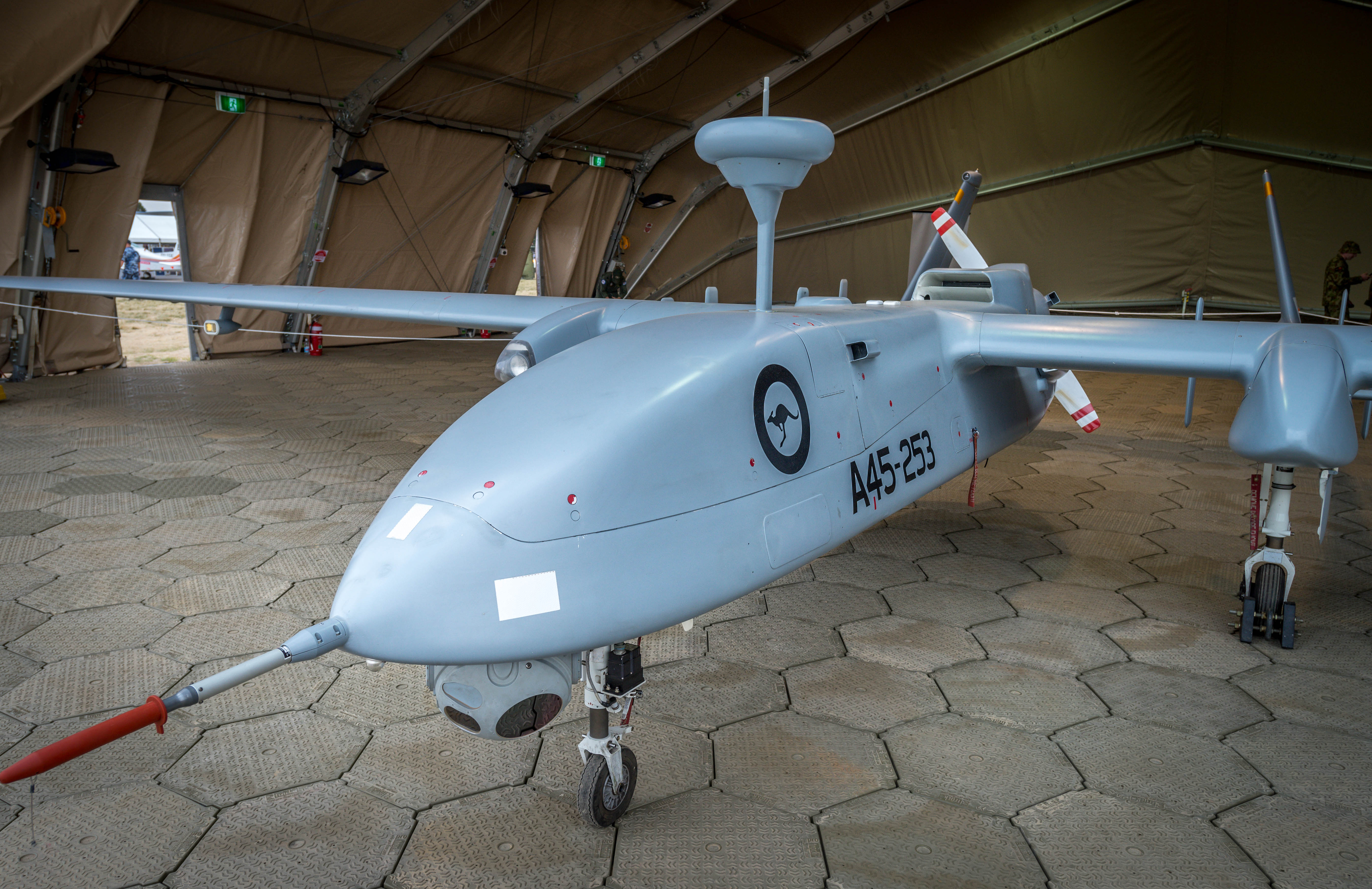
Un Heron della RAAF

Australia
- Royal Australian Air Force

4 esemplari di Heron 1 presi in leasing per la campagna afgana nel 2010 e ritirati dal servizio ad agosto 2017.
 Azerbaigian
- Azərbaycan hərbi hava qüvvələri

5 Heron in servizio al giugno 2020.
 Brasile
- Força Aérea Brasileira

2 Heron I (ridesignati RQ-1150) consegnati nell'agosto 2020, già appartenuti al Dipartimento di Polizia Federale Brasiliano che li acquisì nel novembre 2007 senza mai integrarli pienamente nel proprio organico.
 Canada
- Royal Canadian Air Force

 Corea del Sud
- Daehanminguk Yuk-gun

3 Heron I acquistati nel 2013. Tutti e tre gli esemplari sono stati persi in incidenti rispettivamente nel 2018, nel 2024 e l'ultimo il 10 marzo 2025.
 Ecuador
- Armada del Ecuador

2 Heron acquistati nel 2009 e consegnati il 26 giugno dello stesso anno.
 Germania
- Luftwaffe

5 Heron TP ordinati il 14 giugno 2018 ed oggetti di un leasing che durerà dal 2020 al 2027.
 Grecia
- Polemikí Aeroporía

3 Heron presi in leasing a luglio 2020 per un periodo di tre anni.
 India
- Bhāratīya Vāyu Senā

68 Heron I in servizio al settembre 2021, più ulteriori 4 Heron TP ordinati a settembre 2021 e conseganti ad agosto 2023.
- Bhāratīya Thalsēnā

10 Heron I in servizio al febbraio 2021.
- Bhāratīya Nāu Senā

5 Heron I in servizio al febbraio 2021.
 Israele
- Heyl Ha'Avir

 Singapore
- Angkatan Udara Republik Singapura

10 Heron I ordinati nel 2010 e ricevuti a partire dal 2012.
 Turchia
- Türk Hava Kuvvetleri

 Vietnam
- Hải quân nhân dân Việt Nam

3 Heron I consegnati a dicembre 2018.